# Свети Ђорђе (Даутбал)
Свети Ђорђе (грч. Άγιος Γεώργιος, Ајос Георгиос) је насељено место у општини Даутбал у периферији Средишња Македонија, Грчка. Према попису из 2021. године било је 408 становника.
Свети Ђорђе се води као посебно насеље од 2013. године.